# حملة الراين عام 1795
حملة الراين عام 1795 (أبريل 1795 حتى يناير 1796)، وفيها هَزم جيشا أسرة هابسبورغ النمساويان بقيادة فرانسوا سيباستيان تشارلز جوزيف دي كروا، كونت كليرفيت، جيشين جمهوريين فرنسيين حاولا غزو ولايات جنوب ألمانيا التابعة للإمبراطورية الرومانية المقدسة. في بداية الحملة، واجه جيش سامبر وميز الفرنسي بقيادة جان بابتيست جوردان، جيش الراين السفلي بقيادة كليرفيت في الشمال، في حين واجه جيش الراين وموزيل الفرنسي بقيادة جان شارل بيتشيغرو، جيش الراين الأعلى بقيادة داغوبيرت سيغموند فون ورمسر في الجنوب. فشل الهجوم الفرنسي في أوائل الصيف ولكن في أغسطس، عبر جوردان نهر الراين واستولى بسرعة على دوسلدورف. تقدم جيش سامبر وميز جنوبًا إلى نهر الماين وعزل مدينة ماينتس. واستولى جيش بيتشغرو بشكل مفاجئ على مدينة مانهايم، وأصبح للجيشين الفرنسيين موطئ قدم هام على الضفة الشرقية لنهر الراين.
انتهت البداية الواعدة للهجوم الفرنسي عندما خسر بيتشيغرو فرصة للاستيلاء على قاعدة إمداد كليرفيت في معركة هاندشوسهايم. بسبب تأخر بيتشغرو، حشد كليرفيت ضد جوردان وضربه في معركة هوشست في أكتوبر وأجبر معظم جيش سامبر وميز على التراجع إلى الضفة الغربية لنهر الراين. في نفس الوقت تقريبًا، أغلق ورمسر رأس الجسر الفرنسي في مانهايم. مع خروج جوردان مؤقتًا من الصورة، هزم النمساويون الجناح الأيسر لجيش نهر الراين وموزيل في معركة ماينتس وانتقلوا إلى الضفة الغربية. وفي نوفمبر، هزم كليرفيت جيش بيتشغرو في معركة فيدرسهايم وأنهى حصار مانهايم. وفي يناير عام 1796، أبرم كليرفيت هدنة مع الفرنسيين، ما سمح للنمساويين بالاحتفاظ بأجزاء كبيرة من الضفة الغربية. وخلال الحملة، دخل بيتشغرو في مفاوضات مع الملكيين الفرنسيين. وهناك جدل حول ما إذا كانت خيانة بيتشغرو أو سوء إدارته أو التوقعات غير الواقعية لمخططي الحرب في باريس هي السبب الفعلي للفشل الفرنسي.

## الخلفية
نظر حكام أوروبا في البداية إلى الثورة الفرنسية على أنها نزاع داخلي بين الملك الفرنسي لويس السادس عشر ورعاياه. ومع تزايد حدة الخطاب الثوري، أعلن ملوك أوروبا أن مصالحهم هي مصالح لويس وعائلته. هدد إعلان بيلنيتز (27 أغسطس عام 1791) بعواقب وخيمة إذا حدث أي شيء للعائلة المالكة الفرنسية. وبدعم من هابسبورغ وبروسيا وبريطانيا، واصل المهاجرون الفرنسيون التحريض على ثورة مضادة. في 20 أبريل 1792، أعلن المؤتمر الوطني الفرنسي الحرب على ملكية هابسبورغ، ما دفع بريطانيا العظمى ومملكة البرتغال والإمبراطورية العثمانية والإمبراطورية الرومانية المقدسة إلى حرب التحالف الأول (1792-1798).
بعد النجاحات الأولية في عام 1792، تغيرت الحظوظ الفرنسية في عامي 1793 و1794. وبحلول عام 1794، كانت جيوش الجمهورية الفرنسية في حالة اضطراب. انشقت بعض وحدات النظام القديم، وخاصة سلاح الفرسان، بشكل جماعي مع إخوة لويس وأبناء عمومته. وبعد عام 1793 شجع التطرف الراديكالي للثورة الشك بالخيانة عند كل خسارة. وشن أكثر الثوار تطرفًا حملات تطهير للجيش من جميع الرجال الموالين لنظام Ancien Régime (النظام القديم)، ما أدى إلى فقدان القيادة ذات الخبرة وضباط الصف. ولملء الرتب في الجيش، أنشأ الجيش الجماعي (التجنيد الجماعي) نوعًا جديدًا من الجيش مع الآلاف من الرجال الأميين وغير المدربين تحت قيادة ضباط قد تكون مؤهلاتهم الأساسية هي ولائهم للثورة بدلًا من فطنتهم العسكرية. دمج تشكيل الألوية الجديدة الوحدات العسكرية القديمة بتشكيلات ثورية جديدة: كل لواء يضم وحدة واحدة من الجيش الملكي القديم واثنتين من التجنيد الجماعي. اعتقدت حكومة الإدارة الفرنسية أن الحرب يجب أن تدفع تكاليفها بنفسها، ولم تخصص ميزانية للدفع لقواتها أو إطعامهم أو تجهيزهم، تاركًة إياهم للبحث عن احتياجاتهم من القرى والبلدات التي يتمركزون فيها. وبحلول أوائل عام 1795، كان هذا الجيش المنظم والموسع حديثًا قد جعل نفسه مكروهًا في جميع أنحاء فرنسا من خلال اعتماده الجشع على الريف للحصول على الدعم المادي، وانعدام القانون بشكل عام، وسلوكه غير المنضبط.

### الظروف السياسية
كانت الدول ذات الأغلبية الناطقة بالألمانية الواقعة على الضفة الشرقية لنهر الراين جزءًا من مجموعة واسعة من الأراضي في وسط أوروبا من الإمبراطورية الرومانية المقدسة، والتي كانت أرشيدوقية النمسا نظامًا سياسيًا رئيسيًا لها؛ اختار الناخبون الإمبراطوريون عادة الأرشيدوق كإمبراطور روماني مقدس. وقد اعتبرت الحكومة الفرنسية الإمبراطورية الرومانية المقدسة عدوها القاري الرئيسي. ضمت أراضي الإمبراطورية في عام 1795 أكثر من 1000 كيان، بما في ذلك (هابسبورغ) بريسغاو التي يحدها نهر الراين وأوفنبورغ وروتفايل (مدن حرة)، والأراضي التابعة للعائلات الأميرية في فورستنبرغ وهوهنتسولرن، ودوقيتي بادن وفورتمبيرغ بالإضافة إلى العشرات من الأنظمة السياسية الكنسية. ولم تكن الكثير من أراضي هذه الأنظمة السياسية متجاورة: يمكن أن تنتمي القرية في الغالب إلى نظام حكم واحد ولكن لها مزرعة أو منزل أو قطعة أو قطعتين من الأرض تنتمي إلى نظام حكم آخر. وتنوع حجم وتأثير الأنظمة السياسية، من الكلاينشتاتراي، الدويلات الصغيرة التي لم تشمل أكثر من بضعة أميال مربعة أو تضمنت عدة قطع غير متجاورة، إلى مناطق كبيرة مثل دوقية بافاريا ومملكة بروسيا. مثلما تباينت حوكمة هذه الدول؛ وشملت المدن الإمبراطورية الحرة المستقلة (أيضًا ذات الأحجام والتأثيرات المختلفة) والأقاليم الكنسية ودول السلالات المؤثرة مثل بروسيا. من خلال تنظيم عشر دوائر إمبراطورية، تسمى أيضًا رايكسرايسا، وحدت مجموعات من الدول الموارد وعززت المصالح الإقليمية والدينية والتنظيمية، بما في ذلك التعاون الاقتصادي والحماية العسكرية.

### الجغرافيا
شكل نهر الراين الحدود بين الدول الألمانية للإمبراطورية الرومانية المقدسة وجيرانها، وخاصة فرنسا وسويسرا وهولندا. وقد تطلب أي هجوم من قبل أي من الأطراف السيطرة على المعابر. في بازل حيث ينعطف النهر عريضًا شمالًا عند انحناءة الراين، يدخل ما يسميه السكان المحليون خندق الراين (راينغرابين). ويشكل هذا جزءًا من وادٍ متصدع يبلغ عرضه نحو 31 كيلومترًا (19 ميلًا)، تحده الغابة السوداء الجبلية من الشرق (الجانب الألماني) وجبال فوج في الغرب (الجانب الفرنسي). وعند الحواف البعيدة لسهل الفيضان الشرقي، قطعت الروافد النتوءات العميقة في المنحدر الغربي للجبال. إلى الشمال، يصبح النهر أعمق وأسرع حيث يمر عبر التضاريس الجبلية والتلال في نهري الراين الأعلى والأوسط؛ ويتحول النهر فجأة بين فيسبادن وبينغن آن در راين، ويتسع مع اقترابه من بون وكولونيا. مع مرور النهر بدوسلدورف ودويسبورغ، ينقسم نهر الراين إلى عدة قنوات في هولندا، ويشكل دلتا، ليصب في بحر الشمال.
في تسعينيات القرن التاسع عشر، كان النهر غير مستقر ولا يمكن التنبؤ به، وعبرت الجيوش على مسؤوليتها. بين نهر الراين ومانهايم، اجتاحت القنوات المستنقعات والمروج وخلقت جزرًا من الأشجار والنباتات التي كانت تغمرها الفيضانات بشكل دوري. وقد تؤدي الفيضانات المفاجئة التي تنشأ في الجبال إلى إغراق المزارع والحقول. كان على أي جيش يرغب في اجتياز النهر أن يعبر في نقاط محددة، وفي عام 1790، جعلت أنظمة المعابر والجسور المعقدة الوصول عبر النهر موثوقًا به فقط في كيهل عبر ستراسبورغ، وهونغين عبر بازل، وفي الشمال عبر مانهايم. في بعض الأحيان يمكن العبور في نيوف بريساش، بين كيهل وهونغين، لكن رأس الجسر الصغير جعل هذا غير آمن لجيش من أي حجم. وفي شمال كايسرسلاوتن كان للنهر ضفة محددة حيث توفر الجسور المحصنة نقاط عبور موثوقة.
بحلول 1794-1795، اعتبر المخططون العسكريون المدنيون في باريس أن وادي الراين الأعلى والأراضي الجنوبية الغربية الألمانية وحوض نهر الدانوب لها أهمية إستراتيجية للدفاع عن الجمهورية. على الحدود الأقرب لفرنسا، قدم نهر الراين حاجزًا هائلًا أمام ما اعتبره الفرنسيون عدوانًا نمساويًا، وسيطرت الدولة التي تسيطر على معابرها على الوصول إلى الأراضي على كلا الجانبين. وبسبب سهولة الوصول عبر نهر الراين وعلى طول ضفة الراين بين الولايات الألمانية وسويسرا أو عبر الغابة السوداء، أتيح الوصول إلى وادي نهر الدانوب العلوي. وبالنسبة للفرنسيين، كلما تمكنوا من السيطرة على المزيد من الأراضي الألمانية، كلما شعروا بالأمان والسيطرة على المعابر تعني السيطرة من الجانب الشرقي (الألماني) من النهر.